# Hyporhagus nicki
Hyporhagus nicki is een keversoort uit de familie somberkevers (Zopheridae). De wetenschappelijke naam van de soort werd in 1955 gepubliceerd door Heinz Freude.